# Mikoláš Axmann
Mikoláš Axmann (* 24. února 1955 Prostějov) je český grafik a univerzitní pedagog. V letech 1978–1983 studoval na pražské Akademii výtvarných umění u profesora Ladislava Čepeláka. Jako pedagog působil na Českém vysokém učení technickém v Praze (1990–1992), na pražské Vysoké škole uměleckoprůmyslové (1992–1997), na Západočeské univerzitě v Plzni (1999–2001), kde založil a vedl dílnu klasického kamenotisku a od roku 2004 zde působil na Ústavu umění a designu. Od roku 2014 vede ateliér Ilustrace Grafika na Fakultě designu a umění Ladislava Sutnara. V roce 2016 byl jmenován profesorem na Akademii výtvarných umění. Je členem skupiny Corpora S.

## Samostatné výstavy
- 1982 – Chodov Praha
- 1983 – TGP Mexico City
- 1986 – Malá pevnost Terezín
- 1991 – Zámek Hostivice
- 1994 – Centrum české grafiky, Praha
- 1996 – Kunstakademie Leuven, Belgie
- 1998 – Galerie Pecka a Nová galerie V. Kramáře, Praha
- 1999, 2003, 2004 – Univerzitní galerie, Plzeň
- 2003 – Oberwill-Zug, Švýcarsko
- 2004 – Městská galerie Eichstätt, Německo
- 2004 – OGVU Most
- 2004 – Galerie 9, Praha-Vysočany
- 2005 – Galerie Dorka, Domažlice
- 2006 – OGVU Karlovy Vary
- 2007 – Studio Paměť, Praha
- 2007 – Museo P. Coronel, Zacatecas, Mexiko
- 2008 – Galerie Dorka, Domažlice
- 2009 – Slovácké muzeum, Uherské Hradiště
- 2009 – Univerzitní galerie, Plzeň
- 2009 – Oblastní galerie v Liberci
- 2009 – Museo Santa Catarina, Mexiko
- 2013 – Městská galerie Týn nad Vltavou
- 2013 – Libeňská Synagoga
- 2013 – Galerie N, Jablonec nad Nisou
- 2014 – GVU Hodonín
- 2015 – Cork, Irsko
- 2015 – GVU Havlíčkův Brod
- 2015 – Hollar Praha
- 2016 – Dorka Domažlice
- 2016 Galerie města Plzně
- 2017 – Monterrey Mexico
- 2018 – Galerie Vednevnoci Hodonín
- 2018 – Galerie Fr. Drtikola Příbram

## Skupinové výstavy
- 1987 – Prémio Internazionále Biella, Itálie
- 1989, 2002 – Česká grafika, Galerie Mánes Praha
- 1991 – Sapporo International Biennial of Print
- 1993 – Mezinárodní bienále grafiky, Krakov
- 1995, 1999 – Mezinárodní grafické bienále, Lublaň
- 2000, 2005 – Masters of Graphic Art, Györ
- 2005 – Nadace Hollar, Audabiac, Francie
- 2007 – L. Čepelák a jeho škola, Budapešť
- 1985–2009 – se Skupinou Corpora-S
- 2007 – Trienále grafiky Praha
- 1994–2008 – Grafika roku Praha
- 2003–2008 – Eichstätt, Německo
- 2009, 2013 – 11x3, Galerie Orlovna, Kroměříž, Corpora S
- 2012, 2013, 2014, 2015 – Laureáti ceny Vladimíra Boudníka, Uherské Hradiště, Karlovy Vary, Brusel, Hradec Králové, Havlíčkův Brod
- 2014 – Corpora S Domažlice
- 2017 – se SČUG Hollar ke 100. výročí založení;
- 2018 – s VO UB ke 125. výročí založení[2]

## Realizace
- 2004 – autorská kniha „Z Českého ráje“
- 2007 – ilustrace knihy E. Poinatowské „Drahý Diego“
- 2008 – ilustrace knihy K. Klostermanna „Čaroděj z Vlčího dolu“
- 2008 – autorská kniha na texty J. Tardieu „Pan a pán“
- 2008 – kniha autorských textů v bibliofilském vydání "Kamenice“
- 2009 – autorská kniha „Balada kuřácká“
- 2012 – vydání autorského katalogu „Staré světlo“, text PhDr. Ivan Neumann
- 2014 – autorská kniha "Job"
- 2015 – autorská kniha "Příběh révy, která odešla na sever"
- 2018 – SCRIPTORIUM kamenopisy Mikoláše Axmanna – ucelená sbírka grafických listů z let 1994–2017[3][3]